# Fatma
Fatma ist ein türkischer weiblicher Vorname arabischer Herkunft, der „Die, die sich entwöhnt“ bedeutet. Der Name ist die türkische und aserbaidschanische Variante von Fatima. Eine Verkleinerungsform des Namens ist Fatoş.

## Namensträgerinnen
- Fatma Aydemir (* 1986), deutsche Journalistin und Schriftstellerin
- Fatma Altinok (1926–2022), deutsch-türkische Lehrerin
- Fatma Begum, indische Schauspielerin und die erste Regisseurin des indischen Films
- Sonja Fatma Bläser (* 1964), deutsch-türkisch-kurdische Schriftstellerin
- Fatma Ekenoğlu (* 1956), zyperntürkische Politikerin
- Fatma Girik (1942–2022), türkische Schauspielerin und Politikerin
- Fatma Kara (* 1991), türkische Fußballspielerin
- Fatma Koşer Kaya (* 1968), niederländische Politikerin
- Fatma Betül Sayan Kaya (* 1981), türkische Politikerin
- Fatma Mittler-Solak (* 1977), deutsch-türkische Fernsehmoderatorin
- Fatma Pesend (1876–1924), die 11. Gemahlin von Sultan Abdülhamid II.
- Fatma Said (* 1991), ägyptische Sopranistin
- Fatma Samoura (* 1962), senegalesische Sportfunktionärin und ehemalige Diplomatin
- Fatma Toptaş (* 1982), türkische Schauspielerin
- Fatma Aliye Topuz (1862–1936), türkische Autorin und Frauenrechtlerin
- Fatma Zouhour Toumi (* 1971), tunesische Leichtathletin (Speerwurf)

- Kara Fatma (1888–1955), türkische Kommandantin und Nationalheldin